# Síria nos Jogos Olímpicos de Verão da Juventude de 2010
A Síria participou dos Jogos Olímpicos de Verão da Juventude de 2010 em Cingapura. Cada um dos quatro atletas de sua delegação competiu em um esporte.

## Atletismo
| Evento                          | Atleta                | Qualificação | Qualificação | Final         | Final   |
| Evento                          | Atleta                | Resultado    | Posição      | Resultado     | Posição |
| ------------------------------- | --------------------- | ------------ | ------------ | ------------- | ------- |
| 10 km marcha atlética masculina | Hazem Alhasan Alahmad |              |              | Não completou | --      |

## Hipismo
| Atleta                                               | Cavalo     | Evento            | Preliminares | Preliminares | Preliminares | Preliminares | Preliminares | Preliminares | Final       | Final       | Pos. final |
| Atleta                                               | Cavalo     | Evento            | Rodada A     | Rodada A     | Rodada B     | Rodada B     | Rodada B     | Total A+B    | Penal.      | Tempo       | Pos. final |
| Atleta                                               | Cavalo     | Evento            | Penal. salto | Pos.         | Penal. salto | Penal. tempo | Total B      | Total A+B    | Penal.      | Tempo       | Pos. final |
| ---------------------------------------------------- | ---------- | ----------------- | ------------ | ------------ | ------------ | ------------ | ------------ | ------------ | ----------- | ----------- | ---------- |
| Mohamad Alanzarouti                                  | Van Diemen | Saltos individual | 4            | 10º          | 0            | 0            | 0            | 4            | 4           | 40.75       | 7º         |
| Mohamad Alanzarouti (como integrante da equipe Ásia) | Van Diemen | Saltos por equipe | 12           | 4º           | 0            | 0            | 0            | 12           | Não avançou | Não avançou | 4º         |

## Lutas
| Atleta         | Evento                           | Preliminares         | Preliminares                | Preliminares               | Preliminares | Disputa do 7º lugar     | Pos. final |
| Atleta         | Evento                           | 1ª rodada            | 2ª rodada                   | 3ª rodada                  | Pos.         | Oponente Resultado      | Pos. final |
| Atleta         | Evento                           | Oponente Resultado   | Oponente Resultado          | Oponente Resultado         | Pos.         | Oponente Resultado      | Pos. final |
| -------------- | -------------------------------- | -------------------- | --------------------------- | -------------------------- | ------------ | ----------------------- | ---------- |
| Ahmad Darwashi | Greco-romana até 69 kg masculino | TUR Musa Gedik D 1-3 | ALG Abdelkrim Ouakali D 0-4 | IRI Yousef Ghaderian D 0-3 | 4º           | NCA José Gonzalez V 3-1 | 7º         |

## Natação
| Evento               | Atleta      | Qualificação | Qualificação | Semifinais  | Semifinais  | Final       | Final       |
| Evento               | Atleta      | Resultado    | Posição      | Resultado   | Posição     | Resultado   | Posição     |
| -------------------- | ----------- | ------------ | ------------ | ----------- | ----------- | ----------- | ----------- |
| 50 m livre feminino  | Bayan Jumah | 28.18        | 31º (2º q5)  | Não avançou | Não avançou | Não avançou | Não avançou |
| 100 m livre feminino | Bayan Jumah | 1:00.07      | 35º (5º q3)  | Não avançou | Não avançou | Não avançou | Não avançou |